# Jacob von Leesen

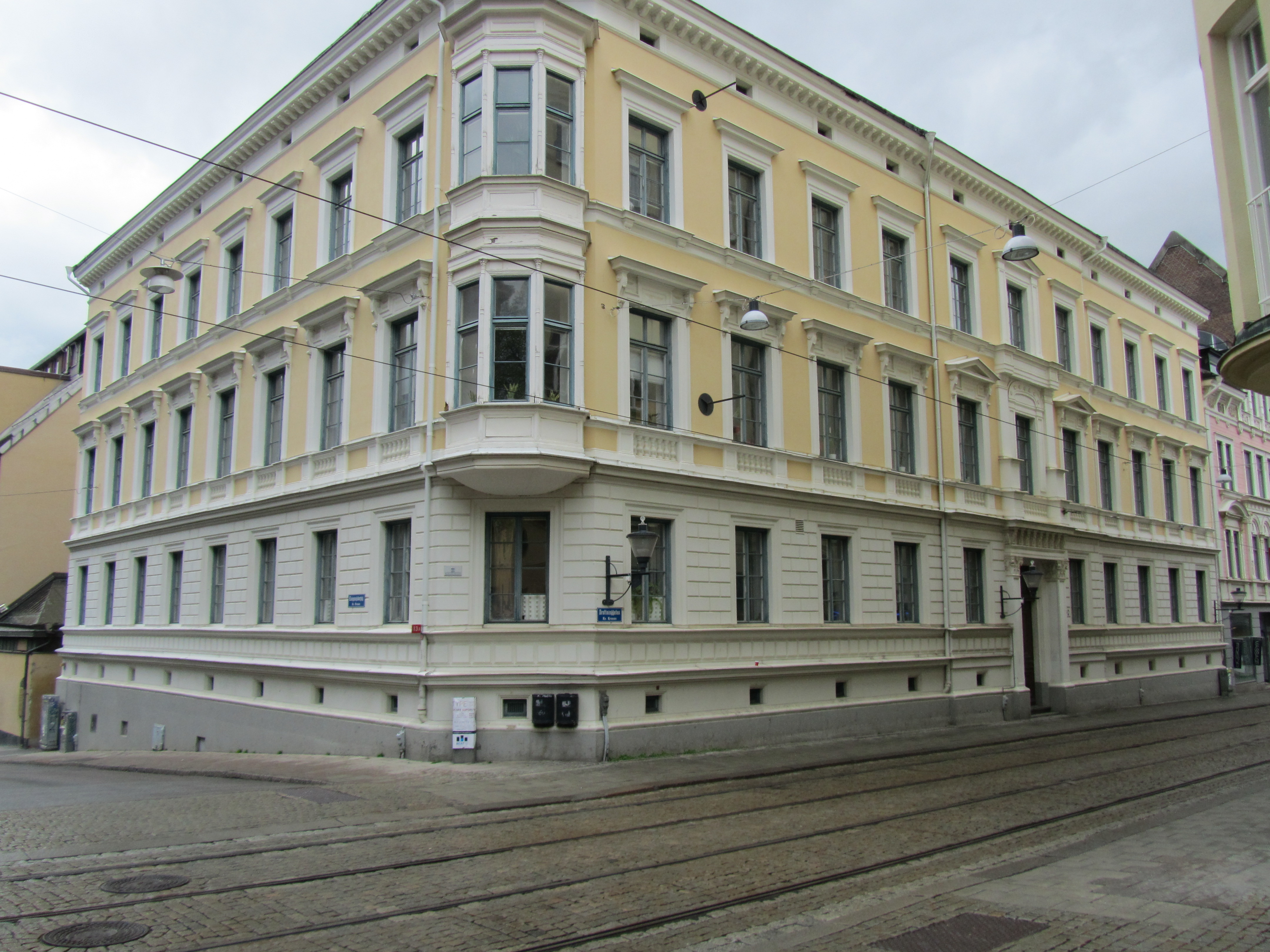
von Leesenska-Ribbingska huset i Norrköping

Jacob von Leesen, född april 1802 i Hamburg, död 25 september 1872 i Norrköping var en svensk industriman och donator. 

## Biografi
Jacob von Leesen var son till handlaren och sockerbruksägaren Detlof von Leesen och hans hustru Rosania Elisabeth Reder i Hamburg. Han gifte sig 1831 med Ulrika Charlotta Stenhammar (1811-1876).
År 1826 kom Jacob von Leesen till Stockholm som sockermästare vid Carl Giseckes Sockerbruk, vilket efter ägarbyte 1842 bytte namn till Ståhl och von Leesen.
År 1829 flyttade Jacob von Leesen till Norrköping för att som sockermästare biträda sin morbror Diedrik Reder som drev Sockerbruket Gripen. År 1836 sålde Diedrik Reder sockerbruket för 40.000 kronor till systersonen. 
von Leesen ägde egendomen Krusenhof i Kvillinge 1853-1876. Han var byggherre till det hörnhus i korsningen Drottninggatan–Knäppingsborgsgatan i Norrköping som kallas von Leesenska-Ribbingska huset och som uppfördes på 1860-talet. 
Namnet von Leesen är inskrivet bland Norrköpings stads donatorer. Genom en gåva 1865 till Norrköpings stad möjliggjorde von Leesen anläggningen av stadens första vattenledningsnät (se Norrköpings gamla vattentorn) samt även genom donationer av sonen James von Leesen och dennes hustru. 

## Barn
- Ludvig von Leesen, född 1833, död 1863.
- James von Leesen, född 28 september 1863, död 27 januari 1922. Gift 1897 med Thyra Lovisa Gabriella Sandberg, född 1877, död 1971.